# Coryphaena equiselis
Coryphaena equiselis är en fiskart som beskrevs av Carl von Linné 1758. Coryphaena equiselis ingår i släktet Coryphaena och familjen Coryphaenidae. IUCN kategoriserar arten globalt som livskraftig. Inga underarter finns listade i Catalogue of Life.